# Happy and I Know It
«Happy & I Know It» —en español: «Feliz y lo sé» es una canción hip hop con toques de Reggae interpretada por la cantante estadounidense Kat Dahlia e incluida como primer oficial de su segundo álbum EP, Seeds: Mixtape (2013). Fue publicado bajo el sello Epic Records. El tema fue escrito por la propia Dahlia.
El vídeo musical fue dirigido por X Marlon Santini en la ciudad de Miami y publicado en su canal oficial de YouTube el 26 de noviembre de 2013 y a la fecha cuenta con más de 37 372 reproducciones y en el cual hace un tributo a la reconocida pintora Frida Kahlo en el vestuario y a Bob Marley, siendo esté último, uno de sus más grandes inspiraciones.[cita requerida]